# Motore rotto blues
Motore rotto blues (Broken Down Engine) è un'antologia di racconti fantascientifici di Ron Goulart del 1971.
L'antologia è stata pubblicata in Italia il 20 luglio 1980 nella collana Urania (n. 845).

## Racconti
- Elettrokillers (The Trouble with Machines, 1968)
- Motore rotto blues (Broke Down Engine, 1969)
- Casalux (Lofthouse, 1969)
- Piena fiducia nel dottor Clockwork (Calling Dr. Clockwork, 1965)
- Principessa n. 22 (Princess n. 22, 1962)
- Ufficio assistenza affari amorosi (All for Love, 1965)
- Dialoghi con Kathy (The Katy Dialogues, 1958)
- Nessuno muore di fame (Nobody Starves, 1963)
- Muscadine (Muscadine, 1958)
- Rifiuti (Disposal, 1969)
- Ehi, che succede? (To the Rescue, 1965)
- Un posto nella società (Joker for Hire, 1963)
- Terminal (Terminal, 1965)